# マディソン郡 (ケンタッキー州)
マディソン郡（英: Madison County）は、アメリカ合衆国ケンタッキー州の中央部に位置する郡である。人口は9万2701人（2020年）。郡庁所在地はリッチモンド市であり、同郡で人口最大の都市である。郡名はバージニア州の政治家で、後に第4代アメリカ合衆国大統領になったジェームズ・マディソンに因んで名付けられた。有名な開拓者ダニエル・ブーンが住み、ブーンズバラ砦を建設した所であり、現在は州立歴史史跡になっている。マディソン郡はリッチモンド・ベレナ小都市圏に属している。
マディソン郡は「モイスト郡」に分類される。基本的にアルコール飲料の販売は禁じられる「ドライ郡」（禁酒郡）だが、特にリッチモンド市のようにアルコール飲料の小売りが認められる「ウェット」地域が含まれている。ただしリッチモンド市の19地区のうち2地区はドライである。アーリントン・アンド・ブルラン・ゴルフクラブでも飲料としてアルコールが売られている。さらにエーカーズ・オブ・ランド・ワイナリーはワインの製造と販売が認められており、そこにあるレストランではビールとワインを飲料として販売できる。
郡内には東ケンタッキー大学がある。200年の歴史があり、国内でも最古クラスの陶器製造所だったバイビー・ポッタリーは2011年2月に閉鎖された。

## 歴史
1769年、インディアンとの取引業者ジョン・フィンドレーやダニエル・ブーンなど6人が、狩猟と探検を目的にした旅で、現在のマディソン郡地域に初めて入ってきた。1774年、ノースカロライナ州の判事リチャード・ヘンダーソンが指導するトランシルベニア会社が、現在のマディソン郡を含むアパラチア山脈より西側の土地2,000万エーカー (80,000 km2) をチェロキー族から購入した。その後ダニエル・ブーンがこの会社に雇われ、カンバーランド・ギャップを通る道を切り開き、ケンタッキー川沿いに開拓地を設立した。ブーンズバラ砦の開拓地は1775年4月に始まった。
1785年、マディソン郡がバージニア州リンカーン郡から分離して設立された。
1990年5月12日、山梨県北巨摩郡高根町、長坂町、大泉町、小淵沢町(すべて現在の山梨県北杜市)と姉妹都市提携を結ぶ。

## 地理
アメリカ合衆国国勢調査局に拠れば、郡域全面積は443.11平方マイル (1,147.6 km2)であり、このうち陸地440.68平方マイル (1,141.4 km2)、水域は2.42平方マイル (6.3 km2)で水域率は0.55%である。

### 主要高規格道路
- 州間高速道路75号線
- アメリカ国道25号線
- アメリカ国道421号線
- ケンタッキー州道52号線

### 隣接する郡
- ファイエット郡 - 北
- クラーク郡 - 北東
- エスティル郡 - 東
- ジャクソン郡 - 南東
- ロックキャッスル郡 - 南
- ゲアリド郡 - 南西
- ジェサミン郡 - 北西

## 人口動態
以下は2000年国勢調査による人口統計データである。
| 基礎データ - 人口: 70,872人 - 世帯数: 27,152 世帯 - 家族数: 18,218 家族 - 人口密度: 62人/km2（161人/mi2） - 住居数: 29,595軒 - 住居密度: 26軒/km2（67軒/mi2） 人種別人口構成 - 白人: 93.01% - アフリカン・アメリカン: 4.44% - ネイティブ・アメリカン: 0.28% - アジア人: 0.72% - 太平洋諸島系: 0.02% - その他の人種: 0.34% - 混血: 1.19% - ヒスパニック・ラテン系: 0.97% 年齢別人口構成 - 18歳未満: 21.9% - 18-24歳: 18.8% - 25-44歳: 29.4% - 45-64歳: 20.1% - 65歳以上: 9.8% - 年齢の中央値: 31歳 - 性比（女性100人あたり男性の人口） - 総人口: 93.3 - 18歳以上: 90.2 18歳から24歳の人口が比較的多いのは東テネシー大学と小規模ながらベレア・カレッジがあるためである | 世帯と家族（対世帯数） - 18歳未満の子供がいる: 31.5% - 結婚・同居している夫婦: 53.1% - 未婚・離婚・死別女性が世帯主: 10.7% - 非家族世帯: 32.9% - 単身世帯: 25.2% - 65歳以上の老人1人暮らし: 7.6% - 平均構成人数 - 世帯: 2.42人 - 家族: 2.90人 収入と家計 - 収入の中央値 - 世帯: 32,861米ドル - 家族: 41,383米ドル - 性別 - 男性: 31,974米ドル - 女性: 22,487米ドル - 人口1人あたり収入: 16,790米ドル - 貧困線以下 - 対人口: 16.8% - 対家族数: 12.0% - 18歳未満: 17.8% - 65歳以上: 17.1% |

## 都市と町
- リッチモンド - 郡庁所在地
- ベレア
- ブーンズバラ
- カークスビル
- ウェーコ

## 教育

### 公共教育学区
郡内には2つの教育学区がある。
- マディソン郡公共教育学区、小学校10校、中学校5校、高校2校がある
- ベレア独立教育学区、小学校1校、中学校1校、高校1校がある

### 高等教育機関
- 東テネシー大学、リッチモンド市
- ベレア・カレッジ、ベレア市
- ナショナル実業工科カレッジ、リッチモンド市